# کازانووا (نوشتار)
کازانوا نام نوشتار بلندی از اشتفان تسوایگ، نویسندهٔ اهل اتریش در بررسی کتاب داستان زندگی من اثر جاکومو کازانووا است.
تسوایگ این اثر را به دوستش ماکسیم گورکی هدیه کرده است.